# Henri-Robert Von der Mühll
Henri-Robert Von der Mühll (* 5. Oktober 1898 in Mulhouse; † 17. November 1980 in Morges) war ein Schweizer Architekt, Designer, Grafikdesigner, Zeichner, Maler, Autor und Publizist.

## Leben und Werk
Henri-Robert Von der Mühll stammte aus der Familie Von der Mühll. Er war das sechste von fünfzehn Kindern des Landwirtes und Gutsbesitzers Rudolf Von der Mühll (1853–1919) und der Maria (genannt Mimi), geborene Narbel (1874–1941). Nachdem Henri-Robert Von der Mühll eine Ausbildung zum Pianisten absolviert hatte, studierte er von 1917 bis 1921 Architektur an der ETH Zürich. Seine Lehrer waren Gustav Gull und Karl Moser. Anschliessend arbeitete er bis 1923 im Atelier von Bruno Paul in Berlin. 1924 war er ein Mitarbeiter des Büros François Le Cœurs in Paris. Anschliessend war er im Büro von Adrien Blomme in Brüssel beteiligt.
1925 gründete Von der Mühll sein eigenes Architekturbüro in Lausanne. Zusammen mit Theo van Doesburg und André Lurçat organisierte er 1926 für das Comité Nancy-Paris eine Ausstellung in Nancy. Von 1929 bis 1933 war er der Leiter der waadtländischen Sektion des westschweizerischen Werkbunds «L’Œuvre».
Von der Mühll heiratete 1944 Cleopatre, geborene Mariango (1909–1996). Das konservative Lausanner Umfeld behinderte zunächst seinen beruflichen Erfolg als Architekt. So konzentrierte er sich bis zum Zweiten Weltkrieg auf Innenausbauten und Gartenanlagen sowie auf Entwürfe für Möbel, Leuchten und Teppiche. Für das Olympische Jubiläum 1944 in Lausanne gestaltete er Plakate und Briefmarken.
Von der Mühll war von 1945 bis 1948 als technischer Leiter der Firma Winckler SA in Freiburg tätig und entwickelte u. a. das vorfabrizierte Haus «Multiplan». Anschliessend beteiligte er sich am Städtebau in Lausanne, so von 1948 bis 1953 bei Maupas/Valency. Von 1957 bis 1964 war er Mitglied der Eidgenössischen Kunstkommission.
Henri-Robert Von der Mühll verfasste mehrere Artikel und Bücher. Zudem förderte er durch die Übersetzungen von Werken zur Architektur und Kunst die Architekturkritik in der Schweiz. 1973 erschien De l’architecture, ein Sammelband seiner ab 1925 veröffentlichten Schriften.
Henri-Robert Von der Mühll war Mitbegründer der Congrès Internationaux d’Architecture Moderne (CIAM), Mitglied des Schweizerischen Ingenieur- und Architektenvereins (SIA) und des Bunds Schweizer Architekten (BSA) sowie des Heimatschutzes.
Ein Teil seines Nachlasses wird in der École Polytechnique Fédérale de Lausanne (EPFL) aufbewahrt.